# カレ＝プルゲール
カレ＝プルゲール （Carhaix-Plouguer、ブルトン語:Karaez-Plougêr）は、フランス、ブルターニュ地域圏、フィニステール県のコミューン。

## 地理
カレ＝プルゲールは、コルヌアイユ地方を構成するエリア、ポエル（fr）に属する。北をアレ山地、南をノワール山地にはさまれている。西になだらかになる標高約400mの高原に市街が広がる。この高原は北をイエール川谷によって阻まれている（ローマ時代、標高60mの地点でイエール川を渡るために橋がかけられた）。
フランス革命後にコミューンとなったカレとプルゲールは、1956年に合併してカレ＝プルゲールとなった。

## 由来
コルヌアイユ伯爵が署名した憲章において、『サン・キジュー教会の場所、Caer Ahesに近いヴィッラを贈り物とする』（don d'une villa située près de Caer Ahes, dans laquelle se trouve l'église de sanctus Kigavus）との記載が残る。これがカレの最古の記載である。ブルトン語ではKaraezとなる（11世紀のコルヌアイユ伯オエルの憲章ではCarahesとつづられた。これは『要塞化された場所』を意味する言葉kaerに接頭辞が付いたものである）。カレは確かに、中世の文書に記されたCarahesを背景にもつコミューンである。
19世紀、住民はKaer AhèsのAhèsとは失われた都・イスを治めていたグラドロン王の娘のことだと信じていた。

## 歴史

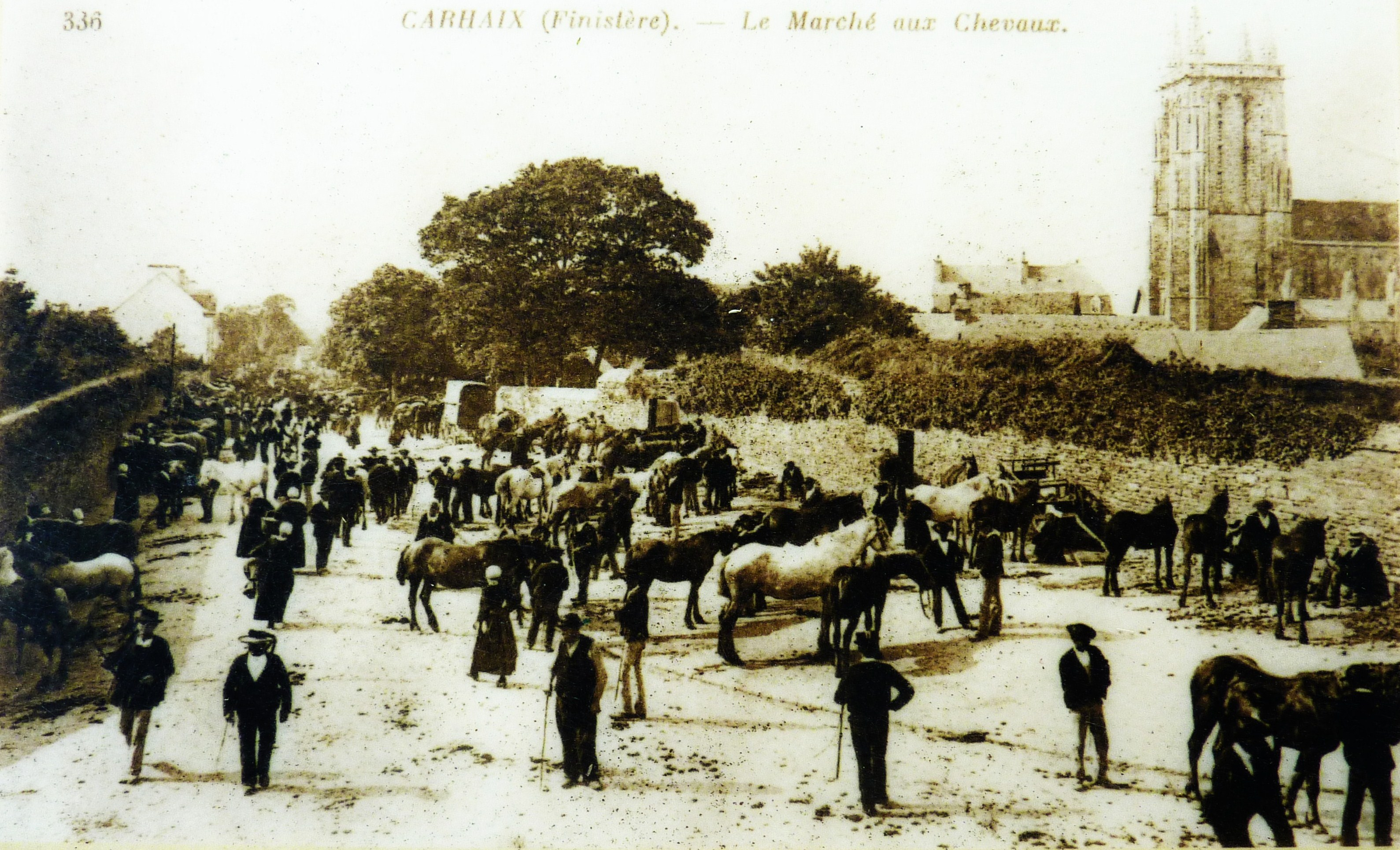
19世紀末、カレの家畜市場

歴史家たちは、ガロ＝ローマ時代にガリア系のオシスミ族の主要なまちであったVorgiumが現在のカレであると認めている。Vorgiumについて2世紀の地理学者プトレマイオスがふれている。また、タブラ・ペウティンゲリアナにも記されている。
1830年、ナント・ア・ブレスト運河が開通すると、この地方はスレート岩の切り出しと農業で栄えた。20世紀初頭には、規模の大きな家畜市場で有名だった。19世紀末から20世紀初頭、ブルターニュ鉄道線路事業（fr）の中心にすえられ（カレを中心としてガンガンやモルレー、カンペールへの路線があった）、鉄道の保守点検の部門を備えたジャンクションとなった。

## ブルトン語
2004年9月27日、カレ＝プルゲール議会はブルトン語の日常生活での使用を促進するYa d'ar brezhoneg憲章を批准した。2007年秋、コミューンの児童のうち24.2%がブルトン語・フランス語の二言語学校Diwanに在籍していた。カレの位置がブルターニュ西部の中心となるため、授業の大半がブルトン語で行われるDiwanのリセを設置する要素となっている。

## 経済
ダンボール製造、アグロビジネス、サービス業、行政サービス、インキュベーション事業、鉄道の旅客事業が行われている。

## 人口統計
| 1962年 | 1968年 | 1975年 | 1982年 | 1990年 | 1999年 | 2006年 |
| ------ | ------ | ------ | ------ | ------ | ------ | ------ |
| 6 065  | 7 049  | 8 210  | 8 591  | 8 198  | 7 655  | 7 676  |

参照元:1968年以降Insee,

## 観光
- サン＝ピエール・ド・プルゲール教会 - ゴシック様式とルネサンス様式。南入り口の馬蹄型アーチはゴシック・フランボワイヤン様式。
- サン＝トレムール教会 - ネオ・ゴシック様式。
- ヴィエイユ・サリュ・フェスティヴァル（fr） - 毎年7月半ばに開催される、フランス有数のロック・フェスティヴァル。約20万人の観客が訪れる。2011年はスコーピオンズ、イェール、サイプレス・ヒル、ルー・リード、ケミカル・ブラザーズなどが出演した。

## 姉妹都市
- オイアルツン、スペイン
- ヴァルドカッペル、ドイツ
- キャリックマクロス、アイルランド
- ドーリッシュ、イギリス
- レインワウデ、オランダ